# TINF2
TINF2 (англ. TERF1 interacting nuclear factor 2) – білок, який кодується однойменним геном, розташованим у людей на короткому плечі 14-ї хромосоми. Довжина поліпептидного ланцюга білка становить 451 амінокислот, а молекулярна маса — 50 023.
| 10         |  | 20         |  | 30         |  | 40         |  | 50         |
| ---------- |  | ---------- |  | ---------- |  | ---------- |  | ---------- |
| MATPLVAGPA |  | ALRFAAAASW |  | QVVRGRCVEH |  | FPRVLEFLRS |  | LRAVAPGLVR |
| YRHHERLCMG |  | LKAKVVVELI |  | LQGRPWAQVL |  | KALNHHFPES |  | GPIVRDPKAT |
| KQDLRKILEA |  | QETFYQQVKQ |  | LSEAPVDLAS |  | KLQELEQEYG |  | EPFLAAMEKL |
| LFEYLCQLEK |  | ALPTPQAQQL |  | QDVLSWMQPG |  | VSITSSLAWR |  | QYGVDMGWLL |
| PECSVTDSVN |  | LAEPMEQNPP |  | QQQRLALHNP |  | LPKAKPGTHL |  | PQGPSSRTHP |
| EPLAGRHFNL |  | APLGRRRVQS |  | QWASTRGGHK |  | ERPTVMLFPF |  | RNLGSPTQVI |
| SKPESKEEHA |  | IYTADLAMGT |  | RAASTGKSKS |  | PCQTLGGRAL |  | KENPVDLPAT |
| EQKENCLDCY |  | MDPLRLSLLP |  | PRARKPVCPP |  | SLCSSVITIG |  | DLVLDSDEEE |
| NGQGEGKESL |  | ENYQKTKFDT |  | LIPTLCEYLP |  | PSGHGAIPVS |  | SCDCRDSSRP |
| L          |  |            |  |            |  |            |  |            |

A: Аланін

C: Цистеїн

D: Аспарагінова кислота

E: Глутамінова кислота

F: Фенілаланін

G: Гліцин

H: Гістидин

I: Ізолейцин

K: Лізин

L: Лейцин

M: Метіонін

N: Аспарагін

P: Пролін

Q: Глутамін

R: Аргінін

S: Серин

T: Треонін

V: Валін

W: Триптофан

Кодований геном білок за функцією належить до фосфопротеїнів. 
Задіяний у таких біологічних процесах, як ацетилювання, альтернативний сплайсинг. 
Локалізований у ядрі, хромосомах.